# Kristen Wiig
Kristen Carroll Wiig (Canandaigua, New York, 1973. augusztus 22. –) amerikai színésznő, komikus, forgatókönyvíró és producer.

## Élete és pályafutása
2005-ben csatlakozott a Saturday Night Live szereplőgárdájához, a következő évben a Reszkessetek, repülők! című vígjátékban tűnt fel. Miután mellékszerepeket kapott olyan vígjátékokban, mint a Felkoppintva (2007), a Kalandpark (2009), a Hajrá Bliss! (2009) és a Paul (2011), főszereplőként és forgatókönyvíróként vett részt a Koszorúslányok című 2011-es vígjáték elkészítésében. A film anyagi és kritikai sikert aratott: Wiig színésznőként Golden Globe-jelölést szerzett, továbbá a legjobb eredeti forgatókönyv kategóriákban Oscar- és BAFTA-díjakra is jelölték.
A Gru (2010–2017) és az Így neveld a sárkányodat (2010–2019) című animációs filmsorozatokban szinkronszerepeket vállalt. A 2014-es The Spoils of Babylon minisorozatért Primetime Emmy-díj-ra jelölték. További fontosabb filmjei közé tartozik a Majdnem tökéletes lány (2012), a Walter Mitty titkos élete (2013), a Csontváz ikrek (2014), az Üdv a világomban! (2014), A tinilány naplója (2015), a Mentőexpedíció (2015), a Szellemirtók (2016), a Kicsinyítés (2017), az anyám! (2017), a Hová tűntél, Bernadette? (2019) és a Wonder Woman 1984 (2020).

## Filmográfia

### Film
Forgatókönyvíró és filmproducer
| Év   | Magyar cím                        | Eredeti cím                       | Feladatkör | Feladatkör   | Megjegyzések |
| Év   | Magyar cím                        | Eredeti cím                       | Író        | Producer     | Megjegyzések |
| ---- | --------------------------------- | --------------------------------- | ---------- | ------------ | ------------ |
| 2006 |                                   | Confessions of a Tooth Fairy      | Igen       | Nem          | rövidfilm    |
| 2011 |                                   | Boobie                            | Nem        | Társproducer | rövidfilm    |
| 2011 | Koszorúslányok                    | Bridesmaids                       | Igen       | Koproducer   |              |
| 2012 | Majdnem tökéletes lány            | Girl Most Likely                  | Nem        | Vezető       |              |
| 2013 | Gyűlölet, barátság                | Hateship, Loveship                | Nem        | Vezető       |              |
| 2014 | Üdv a világomban!                 | Welcome to Me                     | Nem        | Igen         |              |
| 2016 |                                   | Lightningface                     | Nem        | Vezető       | rövidfilm    |
| 2021 | Barb és Star Vista Del Marba megy | Barb and Star Go to Vista Del Mar | Igen       | Igen         |              |
| 2022 |                                   | Big Gold Brick                    | Nem        | Vezető       |              |

Filmszínész
| Év   | Magyar cím                          | Eredeti cím                                | Szerep                         | Magyar hang        |
| ---- | ----------------------------------- | ------------------------------------------ | ------------------------------ | ------------------ |
| 2003 |                                     | Melvin Goes to Dinner                      | statiszta                      |                    |
| 2006 | Reszkessetek, repülők!              | Unaccompanied Minors                       | Carole Malone                  |                    |
| 2006 |                                     | The Enigma with a Stigma                   | Tux Shop alkalmazott           |                    |
| 2007 | Felkoppintva                        | Knocked Up                                 | Jill                           | Peller Mariann     |
| 2007 | Ne hagyd magad, Bill!               | Meet Bill                                  | Jane Whitman                   | Kisfalvi Krisztina |
| 2007 | A gyerekesek                        | The Brothers Solomon                       | Janine                         | Ruttkay Laura      |
| 2007 | A lankadatlan – A Dewey Cox sztori  | Walk Hard: The Dewey Cox Story             | Edith Cox                      | Pikali Gerda       |
| 2008 | Fél-profi                           | Semi-Pro                                   | medveidomár                    | Agócs Judit        |
| 2008 | Lepattintva                         | Forgetting Sarah Marshall                  | jógaoktató                     | Koffler Gizella    |
| 2008 | Röppentyűöv                         | Pretty Bird                                | Mandy Riddle                   | Hámori Eszter      |
| 2008 | Kísértetváros                       | Ghost Town                                 | sebész                         | Csondor Kata       |
| 2009 | Kalandpark                          | Adventureland                              | Paulette                       | Bertalan Ágnes     |
| 2009 | Jégkorszak 3. – A dínók hajnala     | Ice Age: Dawn of the Dinosaurs             | kövér hódanya (hangja)         | Sági Tímea         |
| 2009 | Hajrá Bliss!                        | Whip It                                    | Maggie Mayhem                  | Pálfi Kata         |
| 2009 | Kivonat                             | Extract                                    | Suzie Reynolds                 | Szávai Viktória    |
| 2010 | Így neveld a sárkányodat            | How to Train Your Dragon                   | Kőfej (hangja)                 | Berkes Boglárka    |
| 2010 | Párterápia                          | Date Night                                 | Haley Sullivan                 | Bogdányi Titanilla |
| 2010 | MacGruber                           | MacGruber                                  | Vicki St. Elmo                 | Kéri Kitty         |
| 2010 | Gru                                 | Despicable Me                              | Miss Hattie (hangja)           | Kiss Erika         |
| 2010 | Véres románc                        | All Good Things                            | Lauren Fleck                   | Törtei Tünde       |
| 2011 | Paul                                | Paul                                       | Ruth Buggs                     | Ruttkay Laura      |
| 2011 | Koszorúslányok                      | Bridesmaids                                | Annie Walker                   | Kéri Kitty         |
| 2011 | Barátok babával                     | Friends with Kids                          | Missy                          | Ruttkay Laura      |
| 2012 |                                     | Revenge for Jolly!                         | Angela                         |                    |
| 2012 | Majdnem tökéletes lány              | Girl Most Likely                           | Imogene                        |                    |
| 2013 | Gru 2.                              | Despicable Me 2                            | Lucy Wilde ügynök (hangja)     | Nemes Takách Kata  |
| 2013 | A nő                                | Her                                        | SzexiCicus (hangja)            |                    |
| 2013 | Walter Mitty titkos élete           | The Secret Life of Walter Mitty            | Cheryl Melhoff                 | Huszárik Kata      |
| 2013 | Ron Burgundy: A legenda folytatódik | Anchorman 2: The Legend Continues          | Chani Lastnamé                 | Major Melinda      |
| 2013 | Gyűlölet, barátság                  | Hateship, Loveship                         | Johanna Parry                  | Balsai Móni        |
| 2014 | Csontváz ikrek                      | The Skeleton Twins                         | Maggie                         | Balsai Móni        |
| 2014 | Így neveld a sárkányodat 2.         | How to Train Your Dragon 2                 | Kőfej (hangja)                 | Berkes Boglárka    |
| 2014 | Üdv a világomban!                   | Welcome to Me                              | Alice Klieg                    | Ruttkay Laura      |
| 2015 | A tinilány naplója                  | The Diary of a Teenage Girl                | Charlotte                      | Ruttkay Laura      |
| 2015 |                                     | Nasty Baby                                 | Polly                          |                    |
| 2015 | Mentőexpedíció                      | The Martian                                | Annie Montrose                 | Balsai Móni        |
| 2016 | Zoolander 2.                        | Zoolander 2                                | Alexanya Atoz / Katinka        | Pokorny Lia        |
| 2016 | Szellemirtók                        | Ghostbusters                               | Dr. Erin Gilbert               | Kéri Kitty         |
| 2016 | Virsliparti                         | Sausage Party                              | Brenda (hangja)                | Zakariás Éva       |
| 2016 | Lángelmék                           | Masterminds                                | Kelly                          | Kéri Kitty         |
| 2016 |                                     | Lightningface (rövidfilm)                  | Katherine (hangja)             |                    |
| 2018 | Gru 3.                              | Despicable Me 3                            | Lucy Wilde ügynök (hangja)     | Nemes Takách Kata  |
| 2018 | Kicsinyítés                         | Downsizing                                 | Audrey Safranek                | Németh Borbála     |
| 2018 | Anyám!                              | Mother!                                    | Herald                         | Bertalan Ágnes     |
| 2019 | Így neveld a sárkányodat 3.         | How to Train Your Dragon: The Hidden World | Kőfej (hangja)                 | Berkes Boglárka    |
| 2019 | Hová tűntél, Bernadette?            | Where'd You Go, Bernadette                 | Audrey                         | Zsigmond Tamara    |
| 2020 | Wonder Woman 1984                   | Wonder Woman 1984                          | Barbara Ann Minerva / Gepárd   | Mezei Kitty        |
| 2021 | Barb és Star Vista Del Marba megy   | Barb and Star Go to Vista Del Mar          | Star / Sharon Gordon Fisherman | Kisfalvi Krisztina |
| 2021 | A fiú, akit Karácsonynak hívnak     | A Boy Called Christmas                     | Carlotta néni                  | Kisfalvi Krisztina |
| 2024 | Gru 4.                              | Despicable Me 4                            | Lucy Wilde ügynök (hangja)     | Nemes Takách Kata  |